# Hoy vivo por ti
Hoy vivo por ti es una canción de la banda española de Heavy Metal y Power Metal, Tierra Santa publicada en su álbum de 2006 Mejor morir en pie. Esta canción también apareció en su álbum recopilatorio 1997-2007

## Letra de la canción
La canción trata sobre la vida de los niños cuando los padres no están mucho con ellos, o al menos no los entienden; otro significado de la canción podría ser que alguien cuenta la historia de como fue su niñez y quiere que sus hijos pasen lo mejor, a esto último se le puede atribuir al coro; otro significado que se le puede dar a esta canción es que está dedicada a todos los niños que sufren a causa de las guerras y también a causa del abuso de algunos padres que estos les dan a sus hijos; en fin hay varios significados para dicha canción. Aquí podremos ver la letra de la canción:
Alguien sabe por qué muere inocente esta vida 

Es que ha muerto el amor es que no hay compasión 

O es que dios se ha olvidado de ti 

Alguien sabe por qué existe tal injusticia 

Que alimenta el dolor destruyendo el valor 

Que deja un niño al morir 

Pre-coro 

Quiero verle jugar ser un niño feliz 

Poder su voz escuchar 

Quiero verle correr quiero oírle gritar 

Que pueda volver a soñar 

Coro 

Hoy vivo por ti tú debes vivir hoy quiero luchar 

Hasta que vuelvas de nuevo a reír 

Hoy vivo por ti tú debes vivir hoy quiero luchar 

Hasta que vuelvas de nuevo a reír 

Qué niño puede vivir con la esperanza dormida
Sin el calor del hogar ni madre a la que abrazar 

Esperando que llegue su fin 

Dime cuál es su maldad con qué delito ha nacido 

Qué precio debe pagar si es nuestra culpa olvidar 

Que un día también fuimos niños 

Pre-coro 

Quiero verle jugar ser un niño feliz 

Poder su voz escuchar 

Quiero verle correr quiero oírle gritar 

Que pueda volver a soñar 

Coro 

Hoy vivo por ti tú debes vivir hoy quiero luchar 

Hasta que vuelvas de nuevo a reír 

Hoy vivo por ti tú debes vivir hoy quiero luchar 

Hasta que vuelvas de nuevo a reír 

## Vídeo Musical
Esta canción también tiene un vídeo musical, al principio del vídeo se pueden algunas escenas de niños de África y de otros lados, después de esta escena, la cámara se enfoca en el suelo mientras rueda. Unos segundos antes de que comience la estrofa, aparecen los integrantes de la banda caminando en dirección opuesta a la cámara con unos lentes de sol.

Ya en la estrofa y en el coro, se enfocan en los integrantes; la cámara se enfoca en cada uno de los integrantes mientras toca su instrumento y en una parte de la estrofa mientras que Ángel canta, se puede ver una escena de un niño africano riendo.

Mientras la banda toca en algunas escena se pueden llegar a ver a niños de África, India y otros lugares. El solo de esta canción es tocado por Ángel. El solo al final de la canción es tocado por Arturo.

## Integrantes
- Ángel San Juan: Voz y guitarra
- Arturo Morras: Guitarra y coros
- Roberto Gonzalo: Bajo y coros
- David Carrica: Batería
- Juan San Martín: Teclados